# مطالعات بومی‌های آمریکا
مطالعات بومی‌های آمریکا رشته‌های وابسته علمی-تحقیقاتی هستند که به پژوهش درباره بومیان قاره آمریکا می‌پردازند.این مطالعات بررسی جنبه‌های هنری، مردم شناسی، زبان شناسی، ادبیات، تاریخ، سیاسی، جامعه‌شناسی و ژنتیکی را در دستورکار خود دارد. پیدایش این رده تا حدی مرهون جنبش اعتراضی به سیاست‌های همگون سازی در ایالات متحده بود که در نیمه دوم قرن بیستم به تأسیس این رشته‌ها انجام شد. هم‌اکنون به جز آمریکا در بسیاری کشورهای دیگر این مطالعات انجام می‌گیرد.